# Benjamin Tiedemann Hansen
Benjamin Tiedemann Hansen, född 7 februari 1994 i Bogense, Danmark, är en dansk fotbollsspelare som spelar för AIK i Allsvenskan.

## Klubblagskarriär

### Tidig karriär
Tiedemann Hansen började sin karriär som treåring i Skovby GF och vid fem års ålder flyttade han till Bogense G&IF. Som 12-åring började han spela för Næsby Boldklubs ungdomslag, där han spelade fram till 2009. Under hans sista säsong med Næsby spelade han seniorfotboll vid 15 års ålder.
Sommaren 2009 började han gå på Vejle Idrætsefterskole , där han kunde kombinera skoleutbildning, som hans föräldrar ville, med att spela akademifotboll för Vejle Boldklub. Han spelade för Vejle i fyra år för både U17- och U19-lagen. 
Hansen skrev på med Marienlyst den 6 juli 2013. Han spelade totalt tre säsonger för klubben, och var lagkapten för Marienlyst under sin sista säsong.

### AIK

#### Säsongen 2023: Låneavtal
Tiedemann Hansen skrev den 30 augusti 2023 på ett låneavtal med svenska AIK från norska Molde FK. Lånet gällde fram till och med den 31 december 2023 och i avtalet mellan klubbarna fanns även en klausul gällande en möjlig övergång efter avslutad säsong.
Tiedemann Hansen gjorde sin debut för klubben den 18 september 2023 när han bytes in i den 95:e matchminuten mot Mads Thychosen i en 2–0-seger över Degerfors IF på Strawberry Arena.
Knappt tre veckor senare skulle Tiedemann Hansen finnas med i AIK:s startelvan för första gången – detta när han spelade hela matchen i 1–0 segern mot Mjällby AIF på hemmaplan den 7 oktober 2023. Därefter skulle han finnas med i startelvan i tre av dem fyra sista matcherna av säsongen 2023.

#### Säsongen 2024: Permanent övergång och nyckelspelare
Den 27 december 2023 värvades Tiedemann Hansen permanent av AIK och han skrev därmed på ett avtal fram till och med den 31 december 2025.
Första målet för klubben gjorde han den 24 april 2024 i en 2–0-seger hemma mot IFK Värnamo då han nickade in ett inlägg från Bersant Celina i den 45:e matchminuten. Den 25 september 2024 gjorde Tiedemann Hansen det enda målet i en 1–0-seger mot IK Sirius på Studenternas.
Den 21 oktober 2024 blev Tiedemann Hansen stor matchhjälte för AIK när han nickade in det avgörande 2–1-målet mot rivalen IFK Göteborg i den 96:e matchminuten på Gamla Ullevi.